# Krausenbechhofen

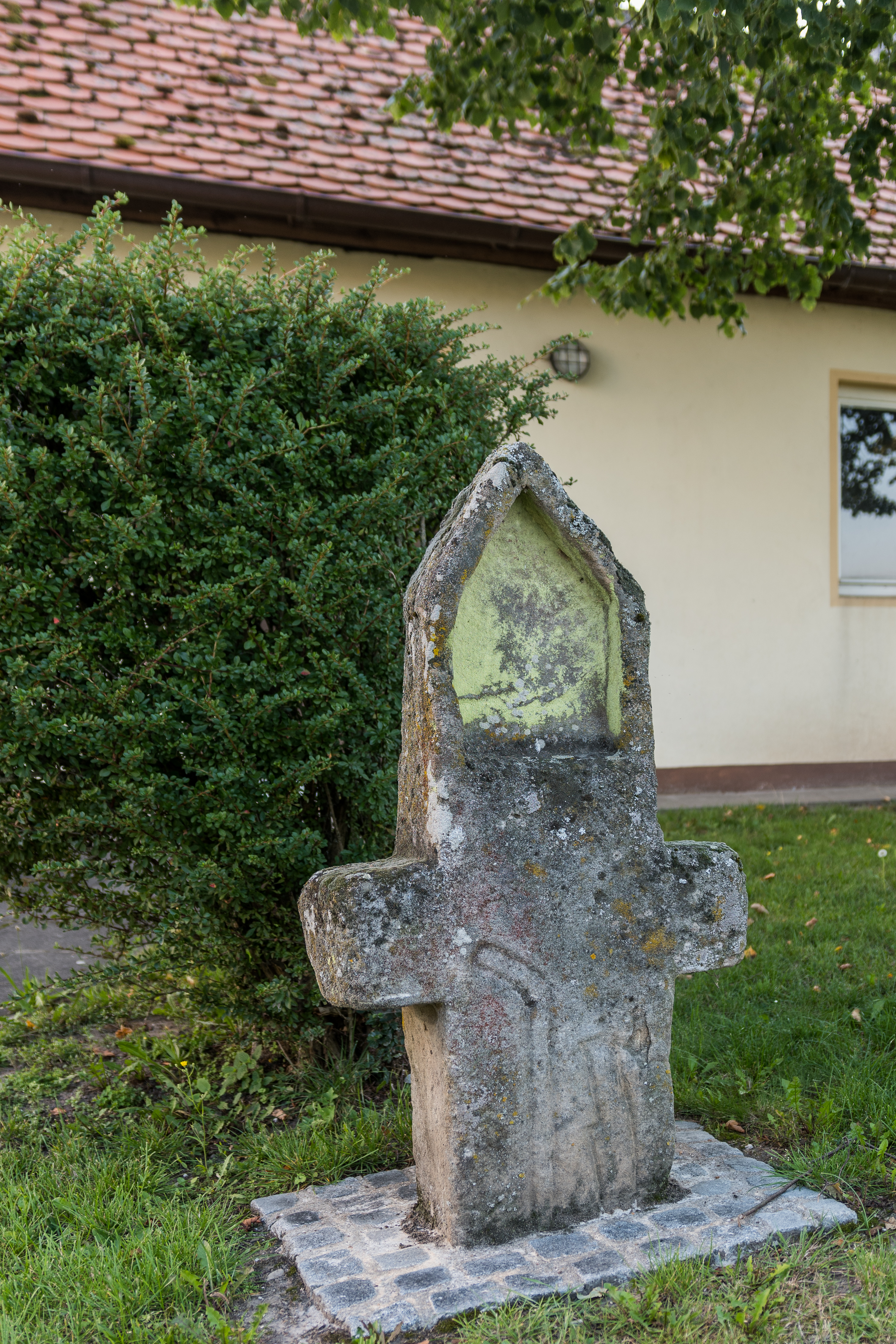
Steinkreuz auf dem Weg nach Gremsdorf

Krausenbechhofen ist ein Gemeindeteil der Gemeinde Gremsdorf im Landkreis Erlangen-Höchstadt (Mittelfranken, Bayern). Krausenbechhofen liegt in der Gemarkung Gremsdorf.

## Geografie
Das Dorf liegt am südlichen Rand des breiten Aischtales und ist von Acker- und Grünland und Seenplatten umgeben. Die nordwestlich gelegenen Gemeindeweiher sind ein Naturschutzgebiet, im Nordosten liegen die Bucher Weiher, im Südosten die Bucher-Weg-Weiher und im Südwesten die Pfaffenweiher. Das Flurgebiet im Süden wird Klingen genannt. Etwas weiter südlich erheben sich in dem Bürgerwald der Pfaffenberg (328 m ü. NHN) und der Vogelsberg (316 m ü. NHN).
Eine Gemeindeverbindungsstraße verläuft nach Gremsdorf zur Bundesstraße 470 (1,3 km nördlich) bzw. nach Poppenwind (1,5 km südlich), eine weitere verläuft nach Buch (1,6 km östlich).

## Geschichte
1422 stiftete Pfarrer Johann Kottner zwei Höfe in Krausenbechhofen als Wittum für die Pfarrei Gremsdorf. 1510 erwarb hier Silvester von Schaumberg einige Lehenstücke. Über ihren weiteren Verbleib ist nichts bekannt. 1621 gab es im Ort 16 Anwesen. Davon waren vier unbewohnt. Neun Anwesen hatten das Hochstift Bamberg als Grundherrn, drei Anwesen das Kloster Michelsberg. Die Dorf- und Gemeindeherrschaft war zwischen dem Hochstift und dem Kloster umstritten.
Gegen Ende des 18. Jahrhunderts gab es in Krausenbechhofen 15 Anwesen. Das Hochgericht übte das bambergische Centamt Höchstadt aus. Die Dorf- und Gemeindeherrschaft hatte das Kastenamt Höchstadt. Grundherren waren das bambergische Klosteramt Gremsdorf (13 Sölden) und die Pfarrei Gremsdorf (2 Halbhöfe). Außerdem gab es noch ein Gemeindehirtenhaus.
Im Rahmen des Gemeindeedikts wurde Krausenbechhofen dem 1808 gebildeten Steuerdistrikt Gremsdorf und der 1818 gebildeten Ruralgemeinde Gremsdorf zugewiesen.

### Baudenkmal
- Steinkreuz

### Einwohnerentwicklung
| Jahr      | 001819 | 001861 | 001871 | 001885 | 001900 | 001925 | 001950 | 001961 | 001970 | 001987 | 002021 |
| Einwohner | 96     | 96     | 91     | 103    | 85     | 105    | 102    | 82     | 81     | 69     | 89     |
| Häuser    |        |        |        | 17     | 17     | 17     | 16     | 17     |        | 18     |        |
| Quelle    | [ 9 ]  | [ 10 ] | [ 11 ] | [ 12 ] | [ 13 ] | [ 14 ] | [ 15 ] | [ 16 ] | [ 17 ] | [ 18 ] | [ 1 ]  |

## Religion
Der Ort ist römisch-katholisch geprägt und nach St. Ägidius (Gremsdorf) gepfarrt. Die Einwohner evangelisch-lutherischer Konfession sind nach St. Matthäus (Neuhaus, Adelsdorf) gepfarrt.